# Leptolaena cuspidata
Leptolaena cuspidata là một loài thực vật có hoa thuộc họ Sarcolaenaceae.
Loài này chỉ có ở Madagascar.
Môi trường sống tự nhiên của chúng là rừng khô nhiệt đới hoặc cận nhiệt đới và rừngs ẩm vùng đất thấp nhiệt đới hoặc cận nhiệt đới.
Chúng hiện đang bị đe dọa vì mất nơi sống.